# Agata Nowicka
Agata Nowicka (auch bekannt unter ihrem Künstlernamen Endo; * 1976 in Danzig, Polen) ist eine polnische Kuratorin, Illustratorin und Comicautorin.
Nowicka besuchte zwischen 1990 und 1995 das Kolleg für bildende Künste in Gdingen, anschließend begann sie ein Studium an der Hochschule für Sozial- und Humanwissenschaften in Warschau. 2001 erschien ihre erste Comicpublikation mit autobiografischen Inhalten, ab 2006 folgten weitere Veröffentlichungen, in denen sie unter anderem ihre eigene Schwangerschaft oder alltägliche Belange ihrer Mitmenschen thematisierte.
Ihre Illustrationen und Comicbeiträge, die durch einen eigenen pixelhaften Stil geprägt sind, wurden bereits in zahlreichen nationalen sowie internationalen Tageszeitungen und Zeitschriften abgedruckt. Hierzu zählen beispielsweise die renommierte „Gazeta Wyborcza“, das Wochenblatt „Przekrój“, das Modeblatt „Wysokie Obcasy“, das Frauenmagazin „Elle“, die Kulturzeitschrift „The New Yorker“ oder die Tageszeitung „New York Times“. Ein polnischer Schreibwarenartikelhersteller ließ des Weiteren eine ganze Reihe an Gebrauchsgegenständen mit ihren Werken produzieren.
In den Jahren 2006 bis 2008 war Nowicka Chefredakteurin der popkulturellen Publikation „Exklusiv“. 2008 gründete sie mit anderen Mitstreitern die Zeitschrift „Gaga“, deren künstlerische Leiterin sie bis heute ist. Seit 2010 arbeitet sie zudem international als Kuratorin und führt von 2011 an eine eigene Illustratorenagentur, die auch als Stiftung tätig ist.

## Ausstellungen (Auswahl)
- 2010: „Ilustracja PL“, Warschau
- 2011: „All Play No Work“, Berlin
- 2011: „Nowy Chaos“, Kattowitz
- 2012: „Ilustracja PL 2.0“, Warschau
- 2012: „Dług, Debt“, New York